# Nicolas Chalon du Blé
Nicolas Chalon du Blé, markýz z Uxelles a Cormatinu (24. leden 1652, Chalon-sur-Saône – 10. duben 1730, Paříž) byl francouzský generál a ministr zahraničních věcí. Také byl povýšen na rytíře a dosáhl titulu Maršál Francie a byl diplomatem Ludvíka XIV. a Filipa Orleánského.

## Životopis

Erb rodu du Blé, Burgundsko.

### Mládí
Jeho vzhled byl popisován jako vysoký, brunátný, s obrovskou parukou a kloboukem naraženým až do očí. Měl sklon skrývat své vojenské řády a vyznamenání pod prostým, pevně sepnutým kabátcem.
Byl druhým dědicem Louise Chalona du Blé, markýze z Uxelles (jenž zemřel roku 1658 při obléhání Gravelines) a Marie Le Bailleulové (1626–1712), Nicolas Chalon du Blé byl chráněncem akademika Louvoise.

### Vojenská dráha

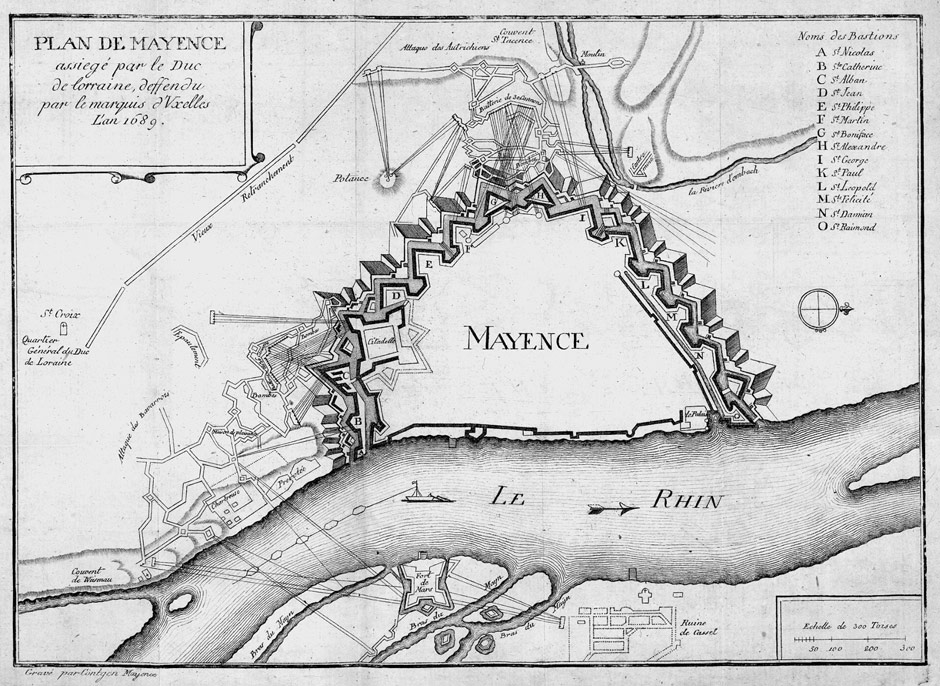
Mapa obléhání Mohuče v roce 1689. Engraving, Paříž, 1756

Vojenské velení mu bylo svěřeno roku 1688 (na počátku devítileté války); sloužil jako generálporučík při obléhání Philippsburgu a byl obžalován ze špatného velení při obraně pevnostní citadely v Mohuči, kde bylo francouzské vojsko nuceno ustoupit.
Velel obraně při obléhání Mohuče proti vojskům spojenecké koalice zvané Grand Alliance mezi 1. červnem a 8. zářím 1689, ale byl přinucen kapitulovat a na veřejnosti byl po svém návratu do Paříže vypískán. Znovu získal oblibu markýze Louvoise a Ludvíka XIV. a byl obdařen lénem Rougemont-le-Château (1696). Také obdržel v roce 1703 maršálskou hůl.

### Diplomatická dráha
Jako diplomat se účastnil předběžné konference o podmínkách míru v Geertruidenbergu 9. března 1710, mírová jednání však byla Ludvíkem XIV. kvůli pro Francii příliš tvrdým podmínkám na konci následujícího června zastavena. Chalon du Blé znovu zastupoval krále pří vyjednávání Utrechtského míru v roce 1713.